# 岡部涼音
岡部 涼音（おかべ すずね、1985年11月4日 - ）は、日本の男性声優。千葉県出身。

## 人物
尾木プロ THE NEXTに所属していたが退所し、2020年12月21日よりフリー。
趣味はダンス、絵を描く事、ランニング。特技はパントマイム。

## 出演

### テレビアニメ
2005年
- 涼風（部員）

2006年
- おねがいマイメロディ 〜くるくるシャッフル!〜（平、部員C）
- 家庭教師ヒットマンREBORN!（ボンゴレII世、マフィア、店長、隊員、オペレーター、係員、不良A、生徒会長）
- 妖逆門（華院甍、膝蛮）
- はぴねす!（生徒）
- ひぐらしのなく頃に（医者、男A、店長）

2007年
- おねがいマイメロディ すっきり♪（プン鍋）

2008年
- おねがい♪マイメロディ きららっ★（ガマ蛙、巨大スイカ）
- ヴァンパイア騎士 Guilty（元老院の男、夜会のゲスト、ヴァンパイア、李土の下僕）
- 遊☆戯☆王5D's（ヘリのパイロット、セキュリティー、囚人、収容者、死羅、ボルガー 他）

2009年
- うみねこのなく頃に（黒服B）
- ジュエルペット（2009年 - 2010年、男子生徒委員、ユアン・バックレガー、映画館の支配人、社会の先生、ダニエル 他）- 2シリーズ
- 夏目友人帳 シリーズ（2009年 - 2017年、小妖怪、鼻長面の妖怪、獅子顔の妖怪、東方の猿面、獣顔の妖怪、面をつけた妖怪 他）- 5シリーズ
- 毎日かあさん（父親、司会者、正義の忍者、ピザ屋）

2012年
- 超訳百人一首 うた恋い。（主殿寮、紫式部の父親）

2014年
- 戦国無双SP 真田の章（伝令兵）
- 蟲師 特別篇「日蝕む翳」（男）

2015年
- かみさまみならい ヒミツのここたま（2015年 - 2017年、宮本勝、ポッポ君、メリー、八千草明生、あかねの父、蝶野みつお 他）
- 純情ロマンチカ3（面接官、役員、カメラマン）
- マルタの冒険

2016年
- DAYS（白鳥直樹、審判）
- パズドラクロス（ギルド龍喚士）

2018年
- 一人之下 羅天大醮篇/全性篇（域画毒、全性のメンバー）
- 1日外出録ハンチョウ（黒服A）

### 劇場アニメ
- 劇場版 テニスの王子様 英国式庭球城決戦!（2011年）
- 放課後ミッドナイターズ（2012年）

### OVA
- GUNSLINGER GIRL -IL TEATRINO- OVA（2008年、ボディガード）
- この男子、宇宙人と戦えます。（2012年）

### webアニメ
- ポケモンジェネレーションズ（2017年、リョクシ）

### ゲーム
2008年
- 牧場物語 ようこそ!風のバザールへ（ロイド、スチュアート）

2009年
- 遊☆戯☆王ファイブディーズ タッグフォース4（一般キャラクター）

2010年
- 遊☆戯☆王ファイブディーズ タッグフォース5（一般キャラクター）

2011年
- 遊☆戯☆王ファイブディーズ タッグフォース6（一般キャラクター）

2021年
- ガーディアンテイルズ（マッドパンダ団　デニー）

2023年
- フォートナイト (「Electrify the world」、TIM)

2025年
- 龍が如く8外伝 Pirates in Hawaii

### ドラマCD
- けいさつのおにーさん（孫）※コミックス第2巻ドラマCD付き限定版[6]

### 吹き替え
- スー・チー in ヴィジブル・シークレット（2004年）

### ラジオ
- 純子と涼のアシタヘストライク!（2代目アシスタント）